# استان وراگواس
استان وراگواس (به اسپانیایی: Veraguas Province) یک عوارض جغرافیایی در پاناما است که در پاناما واقع شده‌است.

## خصوصیات
ورگواس پروینک ۱۰٬۵۸۷٫۵ کیلومترمربع مساحت و ۲۲۶٬۹۹۱ نفر جمعیت دارد.